# Peter Kooij (voetballer)
Peter Kooij (29 december 1986) is een Nederlands voetballer.
Kooij kwalificeerde zich in juli 2011 met het CP-team tijdens het WK CP-voetbal in Hoogeveen voor de Paralympische Zomerspelen 2012 in Londen.
In het dagelijks leven studeert Kooij bedrijfskunde.